# 灰灯蛾虫瘴霉
灰灯蛾虫瘴霉（学名：Furia creatonoti）是属于虫霉目虫霉科虫瘴霉属的一种真菌，寄生在灰灯蛾上。该种分布于台湾。